# STS-129
STS-129 foi uma missão espacial da NASA realizada pelo ônibus espacial Atlantis, à Estação Espacial Internacional, lançada de Cabo Kennedy às 19:28 UTC de 16 de novembro de 2009 com retorno onze dias depois, em 27 de novembro..
Foi a missão ULF3 para a construção da ISS. 

## Tripulação
| Posição                  | Astronauta       |
| ------------------------ | ---------------- |
| Comandante               | Charles Hobaugh  |
| Piloto                   | Barry Wilmore    |
| Especialista de missão 1 | Michael Foreman  |
| Especialista de missão 2 | Randolph Bresnik |
| Especialista de missão 3 | Leland Melvin    |
| Especialista de missão 4 | Robert Satcher   |

### Trazida da ISS
| Posição           | Astronauta   | Duração         | Lançou na |
| ----------------- | ------------ | --------------- | --------- |
| Engenheira de voo | Nicole Stott | 90d 10h 44m 43s | STS-128   |

## Objetivos
Acoplar o EXPRESS Logistics Carrier 1 (ELC1) e o EXPRESS Logistics Carrier 2 (ELC2) a ISS.

## Missão
A missão teve a duração de 10 dias, 19 horas e 16 minutos. No dia 19 os astronautas Michael Foreman e Robert Satcher realizaram uma caminhada espacial de 6 horas e 37 minutos para instalação de equipamentos na parte externa da estação espacial. 
No dia 21 os astronautas Michael Foreman e Randolph Bresnik realizaram caminhada espacial de 6 horas e 8 minutos para dar continuidade às tarefas na parte externa da estação. 
No dia 23 de novembro Robert Satcher e Randolph Bresnik realizaram a última caminhada espacial (com duração de 5h42m) para conclusão das tarefas externas. 
Ao fim da missão a nave ainda trouxe de volta à Terra a astronauta norte-americana Nicole Stott, que estava na estação espacial havia três meses, como integrante da Expedição 21 na ISS.